# La Cala del Moral
La Cala del Moral es una ciudad y localidad perteneciente al municipio del Rincón de la Victoria en la provincia de Málaga, en Andalucía, España. Está situado en la comarca de Axarquía - Costa del Sol, y al igual que el resto del municipio está integrado en el área metropolitana de Málaga. Limita al norte con el municipio de Totalán, a una distancia de 10,8  kilómetros; al oeste, con Málaga y al este con Rincón de la Victoria.  
Los límites de la localidad los marcan el arroyo Totalán al oeste, la cuesta del Cantal al este, la autovía A-7 (autovía del Mediterráneo) al norte y el mar Mediterráneo al sur. Ocupa una superficie aproximada de 2,33 km² y en el año 2021 contaba con una población de 16 103. Al igual que muchas otras localidades y pedanías de la Costa del Sol, el crecimiento urbano ha hecho imperceptible los límites entre La Cala del Moral y el Rincón de la Victoria, formando ambos en la actualidad un único núcleo poblacional cohesionado. 
Los orígenes de La Cala se remontan a principios del siglo XX, cuando comienza a ser poblado por pescadores. El desarrollo del turismo de la Costa del Sol y el crecimiento de la ciudad de Málaga, sumado a la cercanía con la misma, convirtieron a la localidad en una ciudad dormitorio de la capital.  
Localmente a La Cala del Moral se le llama simplemente La Cala.  

## Historia
Este enclave es conocido con su nombre actual desde el siglo XVI, por ser uno de los lugares clave en la defensa y vigilia de la línea costera oriental de Málaga. Está separada de Rincón de la Victoria por la cuesta de El Cantal y no fue hasta el siglo XX cuando comenzó a poblarse como un refugio de los pescadores de la zona. Ya desde la Prehistoria el hombre estaba presente en estas tierras, ya que en la cueva del Higuerón (cueva del Tesoro) se han encontrado algunos objetos, pinturas rupestres y restos del Paleolítico. Desde el siglo VI a. C., sigue en esta zona un tipo de embarcación que está muy relacionada con la tradición malagueña, la "jábega".
Alrededor del año 1840 se empezó a formar el pueblo de la Cala del Moral. Ya que se comenzó a cultivar la uva moscatel y se establecieron puntos de salazón para el pescado.
El 2 de diciembre de 1860, se construyó la ermita del pueblo, que fue bendecida por el canónigo lectoral Vicente Tudela y Bayo. Actualmente no desarrolla sus funciones diariamente salvo en casos excepcionales como la procesión de Nuestra señora del Carmen, Nuestra señora del Rosario o la procesión de Semana Santa, la cual se abre para realizar la estación de penitencia.
Fue durante estos años cuando crece el núcleo de Rincón de la Victoria a las faldas de la antigua Bezmiliana, y que más adelante se convertiría en el centro administrativo municipal.
En 1904 surge los ferrocarriles suburbanos de Málaga con la línea Málaga- Vélez Málaga estableciendo tres paradas en el municipio. Lo que llegó a ser una revolución en cuanto a las comunicaciones 
Lo que hoy es el Rincón, administrativamente era considerado como anexo de Benagalbón, que era la capital del municipio hasta 1906, hasta que se cambia la ubicación del Ayuntamiento, y en 1950, tras la Guerra Civil, se confirma oficialmente la nueva capital del municipio y su cambio de nombre.
Después de la guerra, el Rincón y la Cala, continuaron siendo pueblos donde la actividad mayoritariamente era la agrícola y la pesca, en los que se desarrollan también algunas funciones de ocio y descanso, que a partir de 1960 derivarían en la construcción de apartamentos y segundas residencias.
Sin embargo, las actividades turísticas se verían frenadas por el fenómeno de suburbanización que afecta al municipio debido al encarecimiento de la vivienda en Málaga y a la mejora de las comunicaciones entre ambas localidades, ya que, aunque la línea de ferrocarril es clausurada hacia 1968, se construyen nuevas vías rápidas para el tráfico rodado.
El proceso urbanizador termina por provocar el desmantelamiento del sector agrícola y circunscribe al municipio, más en concreto a la Cala del Moral, dentro del cinturón residencial de la capital.

## Monumentos y lugares de interés
- Cueva del Tesoro: Es una de las tres únicas cuevas de origen submarino que se conocen en el mundo y la única en Europa. Su nombre procede de una leyenda sobre un tesoro de la realeza almorávide, encontrado según se cuenta, en el interior de la cavidad. La cueva del Tesoro se halla sobre uno de los Cantales, o pequeños acantilados, La roca característica es la caliza de la época jurásica que se asoman al mar por esta parte de la costa mediterránea. El mar es el principal agente erosivo que ha contribuido a la formación del actual relieve. A través de milenios se han ido originando las cuevas y acantilados que hoy son lo característico de este paisaje. El mar formó galerías de cuevas submarinas, con columnas y gargantas que son la base de la cueva del Tesoro. Más tarde, una vez emergida la zona sobre el nivel del mar, las filtraciones de agua dulce fueron constituyendo las formaciones de estalactitas y estalagmitas.[2]

- Casa de la Cultura: Está situada en la plaza Gloria Fuertes. En el edificio se encuentra la biblioteca local, que dispone de varias estanterías para la consulta y el préstamo de libros, una parte destinada al rincón infantil con un mobiliario aplicado a la edad y libros propios para ello. También realizan diversas actividades literaria como cuentacuentos, lectura de poesía, … La Sala de las Musas, lugar donde se realizan muchas exposiciones, obras de teatro, debates de cara al periodo electoral, actuación de las murgas con motivo de la celebración del carnaval, conciertos ... Se inauguró en 1989 y su superficie útil es de 137 metros cuadrados. Actualmente la policía local dispone de unas dependencias destinadas al público para actuar en temas de denuncias principalmente.

- Iglesia de Ntra. Sra. del Rosario: Se encuentra en la plaza de Antonio Estrada. El nombre de la plaza es requerida al párroco del pueblo debido a la labor que hizo por él, le nombraron hijo predilecto, finalmente en 2012 se jubiló. En la iglesia se encuentran varias vírgenes, la titular es Nuestra Señora del Rosario pero por la tradición marítima del pueblo también encontramos a la Virgen del Carmen y a la Virgen de los Dolores. Las cuales disponen de hermandad. Donde todos los años el 16 de julio se procesiona la Virgen del Carmen causando gran interés por muchos caleños y malagueños que vienen a ver a nuestra señora. Además, el 7 de octubre se procesiona Nuestra Señora del Rosario, y cada Semana Santa recorre las calles del pueblo junto con nuestro Santísimo Cristo Crucificado.  Fue construida en 1868 y reformada en 1940.[3] La actual iglesia es luminosa y amplia, y sustituye a la antigua ermita que se encontraba en la avenida Principal, que al crecer la población se quedó algo pequeña.
- Paseo Marítimo El Cantal:[4] Su nombre es paseo marítimo Blas infante,[5] conocido por ser el autor del himno de Andalucía, o por sus ideas como acabar con el caciquismo, promover una reforma agraria para crear una clase media de campesinos propietarios.  Este paseo Comunica la Cala con el paseo marítimo de Rincón de la Victoria, caracterizado por los llamados “túneles”, los cuales antiguamente pasaba el tren que fue construido en 1908 para albergar la vía del tren que iba de Málaga a Vélez-Málaga. Estuvieron en funcionamiento hasta el año 1968. Después lo habilitaron como carretera y finalmente lo convirtieron en peatonal. De los cuales se puede disfrutar de  espectaculares vistas del paisaje marino, en el que se encuentra un Santuario de la Virgen del Carmen. Donde los fieles la arropan con flores y velas.  tiene espectaculares vistas del paisaje marino, en él se encuentra un Santuario de la Virgen del Carmen. Dispone de máquinas para realizar ejercicio, destinada a mayores y a niños. Cuenta con un espigón para los aficionados a la pesca.Sin duda es el mejor lugar para practicar todo tipo de deportes como running, futbol, voleibol, surf, bodyboard, windsurf … Ya que cuenta con espacios amplios y dispone de la playa.

También se encuentra la Torre del Cantal, que es una de las torres de defensa árabe. Está situado en un monte junto al mar, es decir, en el acantilado y está orientada a la zona   f  del Rincón de la Victoria por lo que desde la playa de la Cala no se aprecia. A su alrededor hay casas que cuentan con unas maravillosas vistas.

### Museos
- Museo Municipal de artes y tradiciones populares: Situado en Benagalbón. Destinado a un museo etnográfico en el que se muestran objetos y actividades en peligro de desaparición, como una tahona (molino de harina) y objetos relacionados con las labores del campo.
- Sala Mare-Nostrum: Situada en el apeadero de la estación de tren del paseo marítimo de la Cala. Fue inaugurada en mayo de 2006.[6] Desde entonces sus dos plantas han servido para exposiciones. La primera de ellas sobre trenes y numerosas exposiciones de pintura y escultura han pasado por lo que se conoce comúnmente como “la estación”, la entrada a ella es gratuita Desde que se inauguró, todos los jueves se inaugura una nueva exposición en su interior. Antiguamente el edificio estaba destinado para la estación del tren que pasaba por al lado del mar, lo que actualmente es el paseo marítimo.

## Playa
Se trata de una playa de grava y arena oscura, con oleaje moderado, paseo marítimo y un grado de ocupación alto. Está delimitada por el arroyo de Totalán y el promontorio del Cantal, que la separa de la playa de Rincón de la Victoria. Las playas más cercanas son las de la Araña, por el oeste y la del Rincón De La Victoria por el este.
La playa de La Cala del Moral tiene una extensión de 1,3 km de litoral y 40 metros de anchura media. La playa de la Cala del Moral cuenta con acceso para minusválidos y fácil acceso a pie, servicio de salvamento, aseos públicos y zonas de sombra. No está permitido el nudismo, tiene aseos público, dispone de duchas y lavapiés, cuenta con papeleras para el reciclaje, varios restaurantes de los que disfrutar de la comida mediterránea típica de la zona, alquiler de hamacas, y la playa no está destinada a la práctica del submarinismo.
Posee la Bandera Azul desde el año 2013, otorgado por la Fundación Europea de Educación Ambiental al cumplir una serie de condiciones ambientales e instalaciones.

## Gastronomía
Esta localidad se encuentra en la zona del mediterráneo, por ello en cuanto a la gastronomía es característico el marisco, pero sobre todo el pescaito frito, concretamente los boquerones victorianos. Los cuales se pueden comer tanto fritos, o en vinagre, aunque hay muchas maneras de prepararlos.
También las sardinas espetadas, ya que es propio de la zona de Málaga. De la que se puede acompañar con el tradicional gazpacho rinconero llamado zoque.
Otro plato de la zona es el llamado maimones una sopa compuesta de pan, tomate, aceite, ajo y almejas. También es de relevancia el potaje de hinojos, la berza…
De fruta destaca la breva, el chumbo, uva moscatel, higo, aguacate, el mango…
Son típicos los borrachuelos y los pestiños.

## Centros Educativos
Este pueblo cuenta con tres escuelas infantiles:
- Genius Montessori School
- Guardería Pequeschool
- CEI Santa Marta

Además dispone del colegio público Gregorio Marañón tanto de infantil como de primaria, con los que cuenta con un total de 465 alumnos.  
Finalmente hay dos centros de educación secundaria:
- IES Puerta de la Axarquía
- IES Ben Al Jatib incluyendo la Educación Secundaria Obligatoria y Bachillerato.

## Transporte público
Está comunicado con otras localidades vecinas a través de varias rutas de autobuses interurbanos del Consorcio de Transporte Metropolitano del Área de Málaga. 
Estas son las líneas de autobuses que comunican con La Cala del Moral:
- Línea M-168. Málaga-Rincón de la Victoria-Cotomar (Nocturno BUHO).
- Línea M-160. Málaga-Rincón de la Victoria-Cotomar. Línea M-163. Málaga-Los Rubios.
- Línea M-166. Los Rubios-Torre de Benagalbón-Rincón de la Victoria-Teatinos (Universitario).
- Línea M-161. Málaga. Centro Comercial Carrefour Rincón-Totalán.
- Línea M-260. Málaga - Vélez Málaga (Por Torre de Benagalbón).
- Línea M-261. Málaga-Benagalbón-Moclinejo.
- Línea M-262. Málaga-Benagalbón-Almáchar.
- Línea M-361. Moclinejo-La Cala del Moral.
- Línea M-362 Málaga-Nerja (Por Torre de Benagalbón).
- Línea M-363. Málaga-Torrox (por Torre de Benagalbón).
- Línea M-364. Málaga-Periana (por Torre de Benagalbón).
- Línea M-365. Málaga-Riogordo (por Torre de Benagalbón)

Las líneas del transporte urbano con las que cuenta son:
- Ruta 1: Centro Comercial- Benagalbón
- Ruta 2 : Los Delgado - Centro Comercial - Lo Cea - Benagalbón
- Ruta 3: Cortijo Blanco - Lomas del Rincón- Centro Comercial - Parque Victoria
- Ruta 4: Parque Victoria - Centro Comercial - Serramar - Cantal Alto - Los Olivos - Altos de Lo Cea.
- Ruta 5 : Los Delgado - Centro Comercial - Lo Cea- Cortijo Blanco
- Ruta 6: Los Delgado - Centro Comercial - Serramar - Lo Cea - Torre de Benagalbón
- Ruta 7: Benagalbón - Cuevas - Serramar - Centro Comercial.

## Fiestas
- Romería en honor de la virgen del Rosario celebrada a mediados de mayo.
- Semana Santa. Salidas Procesionales.
- San Juan. 23 de junio
- Feria de La Cala del Moral. Primer fin de semana de julio
- Fiesta del verano. 7 de julio
- Fiesta del Carmen. 16 de julio
- Virgen del Rosario. 7 de octubre
- Semana Socio Cultural de la Cala del Moral. Otoño: con un programa de talleres, concursos, charlas, exposiciones, teatro y música.[1]
- Semana del Boquerón Victoriano celebrado en el mes de septiembre.

## Deportes
En el año 2010, la Vuelta España pasó por la localidad en el transcurso de la 4.ª etapa. En su edición de 2014, 2015, y en 2017 se volvió a repetir esta circunstancia.

### Clubes deportivos
- Club Deportivo Remo La Cala del Moral
- Club Deportivo La Cala
- Club Social Deportivo Serramar
- Club Deportivo Rebalaje

### Instalaciones deportivas
- Estadio municipal José Ruiz "Pepito"
- Complejo deportivo Manuel Becerra
- Fitness Center Parque Victoria